# Lista de obras de Immanuel Kant
Immanuel Kant foi um dos principais nomes da história da filosofia ocidental. Suas obras produziram grande influência em toda a filosofia posterior dos séculos XIX e XX. Suas obras foram reunidas na edição da Academia de Ciências de Berlim em 28 volumes.

## Décadas de 1740 e 1750

### 1747
- Pensamentos sobre o verdadeiro valor das forças vivas... (Gedanken von der wahren Schätzung der lebendigen Kräfte...)

Publicada no Volume I da Academia (AA 1:3-181).

### 1754
- Rotação da Terra (Untersuchung der Frage, ob die Erde in ihrer Umdrehung um die Achse, wodurch sie die Abwechselung des Tages und der Nacht hervorbringt, einige Veränderung seit den ersten Zeiten ihres Ursprungs erlitten habe...)

Publicada no Volume I da Academia (AA 1:185-91).
- Idade da Terra (Die Frage, ob die Erde veralte, physikalisch erwogen)

Publicada no Volume I da Academia (AA 1:195-213).

### 1755
- História geral da Natureza ou teoria do céu (Allgemeine Naturgeschichte und Theorie des Himmels)

Publicada no Volume I da Academia (AA 1:217-368).
- Sobre o fogo... (Meditationum quarundam de igne succincta delineatio)

Publicada no Volume I da Academia (AA 1:371-84). 
- Nova elucidação dos princípios primeiros do conhecimento metafísico (Principiorum primorum cognitionis metaphysicae nova dilucidatio)

Publicada no Volume I da Academia  (AA 1:387-416).

### 1756
- Sobre as causas dos terremotos...

Publicado no Volume I da Academia (AA 1: 419-27).
- História e descrição natural das ocorrências mais notáveis do terremoto...

Publicado no Volume I da Academia (AA 1: 431-61).
- Observações contínuas das convulsões terrestres que foram percebidas por algum tempo

Publicado no Volume I da Academia (AA 1: 465-72).
- Monadologia Física (Metaphysicae cum geometria junctae usus in philosophia naturali, cuius specimen I. continet monadologiam physicam)

Publicado no Volume I da Academia (AA 1: 475-87).
- Teoria dos ventos (Neue Anmerkungen zur Erläuterung der Theorie der Winde)

Publicado no Volume I da Academia (AA 1: 491-503).

### 1757
- Vento oeste (Ob die Westwinde in unsern Gegenden darum feucht seien, weil sie über ein großes Meer streichen)

Publicado no Volume II da Academia (AA 2: 3-12).

### 1758
- Movimento e repouso

Publicado no Volume II da Academia (AA 2: 15-25).

### 1759
- Reflexões sobre o otimismo

Publicado no Volume II da Academia (AA 2: 29-35).

## Década de 1760

### 1760
- Reflexões sobre a morte prematura do Sr. Johann Friedrich von Funk

Publicado no Volume II da edição da Academia (AA 2: 39-44).

### 1762
- A falsa sutileza das quatro figuras silogísticas (Die falsche Spitzfindigkeit der vier syllogistischen Figuren erwiesen)

Texto publicado no Volume II da edição da Academia (AA 2: 47-61). Publicado no Brasil com tradução de Luciano Codato (Editora Unesp).

### 1763
- O único argumento possível
- Ensaio para introduzir a noção de grandezas negativas em filosofia (Versuch den Begriff der negativen Größen in die Weltweisheit einzuführen)

Texto publicado no Volume II da edição da Academia (AA 2: 167-204). Publicado no Brasil com tradução de Vinícius de Figueiredo e Jair Barboza (Editora Unesp).

### 1764
- Observações Sobre o Sentimento do Belo e do Sublime

Publicado no Volume II da edição da Academia (AA 2: 207-56). Publicado no Brasil por Vinicius de Figueiredo (Papirus Editora).
- Raisonnement über einen Abentheurer Jan Pawlikowicz Zdomozyrskich Komarnicki

Publicado no Volume II da edição da Academia (AA 2: 489).
- Investigação sobre a evidência dos princípios da teologia natural e da moral (Untersuchung über die Deutlichkeit der Grundsätze der natürlichen Theologie und der Moral)

Texto publicado no Volume II da Academia (AA 2: 275-301). Publicado no Brasil com tradução de Luciano Codato (Editora Unesp).
- Ensaio sobre as doenças da cabeça (Versuch über die Krankheiten des Kopfes)

Texto publicado no Volume II da Academia (AA 2: 259-71). Traduzido para o português em Portugal por Pedro Miguel Panarra.Publicado no Brasil por Vinicius de Figueiredo (Papirus Editora).
- Rezension von Silberschlags Schrift

### 1766
- Sonhos de um visionário explicados por sonhos da metafísica (Träume eines Geistersehers, erläutert durch Träume der Metaphysik)

Texto publicado no Volume II da Academia (AA 2: 317-73). Publicado no Brasil com tradução de Joãosinho Beckenkamp (Editora Unesp).

### 1768
- Sobre o primeiro fundamento da distinção de direções no espaço (Von dem ersten Grunde des Unterschieds der Gegenden im Raume)

Texto publicado no Volume II da Academia (AA 2: 377-83). Traduzido no Brasil por Luciano Codato (Cadernos de Filosofia Alemã).

## Década de 1770

### 1770
- Forma e princípios do mundo sensível e do mundo inteligível

Publicado no Brasil com tradução de Paulo R. Licht dos Santos (Editora Unesp).

## Década de 1780

### 1781
- Crítica da razão pura (Kritik der reinen Vernunft) - 1° edição

Publicada no Volume IV da Academia (AA 4:5-252). Traduzida para o português no Brasil Valério Rohden (Abril Cultural) e por Fernando Costa Mattos (Vozes); em Portugal por Manuela Pinto dos Santos e Alexandre Fradique (Fundação Calouste Gulbenkian)

### 1783
- Prolegômenos a qualquer metafísica futura que possa apresentar-se como ciência (Prolegomena zu einer jeden künftigen Metaphysic, die als Wissenschaft wird auftreten können)

Publicada no Volume IV da Academia (AA 4:255-383). Traduzida para o português por José Oscar de Almeida Marques (Estação Liberdade).

### 1784
- A ideia de uma história universal em perspectiva cosmopolita (Idee zu einer allgemeinen Geschichte in weltbürgerlicher Absicht)

Escrito publicado no Volume VIII da Academia (AA 8: 17-31). Publicado no Brasil com tradução de Ricardo Terra (Martins Fontes) e Estevão de Rezende Martins pela editora Penguin-Companhia.
- Resposta à Pergunta: o que é "Esclarecimento"? (Beantwortung der Frage: Was ist Aufklärung?)

Escrito publicado no Volume VIII da Academia (AA 8: 35-42). Traduzido no Brasil por Floriano de Sousa Fernandes (Vozes) e por  Estevão C. de Rezende Martins (Penguin-Companhia).

### 1785
- Primeira recensão de Kant a Herder (Rezension zu Johann Gottfried Herder, Ideen zur Philosophie der Geschichte der Menschheit (Erster Teil))

Texto publicado no Volume VIII da Academia (AA 8: 45-55). Traduzido do Brasil por Joel Thiago Klein (Studia Kantiana).
- Segunda recensão de Kant a Herder (Errinerungen des Rezensenten der Herderschen Ideen zur Philosophie der Geschichte der Menschheit über ein im Februar des Teutschen Merkur gegen diese Rezension gerichtetes Schreiben)

Texto publicado no Volume VIII da Academia (AA 8: 56-58). Traduzido no Brasil por Joel Thiago Klein (Studia Kantiana).
- Fundamentação da metafísica dos costume (Grundlegung zur Metaphysik der Sitten)

Publicado no volume IV da Academia (AA 4:387-463). Traduzida para o português no Brasil por Guido Antônio de Almeida (Barcarolla) e em Portugal por Paulo Quintela (Edições 70)

### 1786
- Início conjectural da história humana (Mutmaßlicher Anfang der Menschengeschichte)

Texto publicado no Volume VIII da Academia (AA 8: 109-23). Traduzida no Brasil por Joel Thiago Klein e por Edmilson Menezes (Unesp).
- Primeiros Princípios Metafísicos da Ciência da Natureza (Metaphysische Anfangsgründe der Naturwissenschaften)

Obra publicada no Volume IV da Academia (AA 4: 467-565). Traduzida para o português em Portugal por Artur Morão (Edições 70).
- Que significa orientar-se no pensamento? (Was heißt: sich im Denken orientieren?)

Escrito publicado no Volume VIII da Academia (AA 8: 133-47). Traduzido no Brasil por Floriano de Sousa Fernandes (Vozes).

### 1787
- Crítica da razão pura (Kritik der reinen Vernunft) - 2° edição

Publicada no Volume III da Academia (AA 3: 2-552). Traduzida para o português no Brasil por Valerio Rohden (Os Pensadores) e porFernando Costa Mattos (Vozes); em Portugal por Manuela Pinto dos Santos e Alexandre Fradique (Fundação Calouste Gulbenkian).

### 1788
- Crítica da razão prática (Kritik der practischen Vernunft)

Publicada no volume V da Academia (AA 5:1-164). Traduzida para o português no Brasil por Valério Rohden (Martins Fontes) e Monique Hulshof (Vozes);

## Década de 1790 e Século XIX

### 1790
- Crítica da faculdade de julgar (Kritik der Urteilskraft)

Obra publicada no Volume V da edição da Academia (AA 5: 165-486). Publicada no Brasil com tradução de Valério Rohden  (Forense Universitária) e Fernando Costa Mattos (Vozes).
- Über eine Entdeckung, nach der alle neue Kritik der reinen Vernunft durch eine ältere entbehrlich gemacht werden soll

Publicado no Volume VIII da Academia (AA 8: 187-251).

### 1791
- Sobre o fracasso de toda tentativa filosófica na teodiceia (Über das Misslingen aller philosophischen Versuche in der Theodicee)

Escrito publicado no Volume VIII da Academia (AA 8: 255-71). Traduzido no Brasil por Joel Thiago Klein (Studia Kantiana).

### 1793
- A Religião nos limites da simples razão (Religion innerhalb der Grenzen der bloßen Vernunft)

Escrito publicado no Volume VI da Academia (AA 6:1-202). Traduzido para o português por Artur Morão (Edições 70).
- Os Progressos da Metafísica (Welches sind die wirklichen Fortschritte, die die Metaphysik seit Leibnitzens und Wolf’s Zeiten in Deutschland gemacht hat?...)

Escrito publicado no Volume XX da edição da Academia (AA 20:257-332). Traduzido para o português por Artur Morão (Edições 70).

### 1794
- Influência da lua (Etwas über den Einfluß des Mondes auf die Witterung)

Publicado no Volume VIII da Academia (AA 8: 317-24).
- O fim de todas as coisas (Das Ende aller Dinge)

Escrito publicado no Volume VIII da Academia (AA 8:327-39). Traduzido no Brasil por Floriano de Sousa Fernandes (Vozes).

### 1795
- Sobre a paz perpétua: um projeto filosófico (Zum ewigen Frieden. Ein philosophischer Entwurf)

Escrito publicado no Volume VIII da Academia (AA 8: 343-86). Publicado no Brasil com tradução de Marco Zingano pela Editora L&PM, de Estevão de Rezende Martins pela editora Penguin-Companhia e de Bruno Cunha pela editora Vozes.

### 1796
- Sobre um recentemente enaltecido tom de distinção na Filosofia (Von einem neuerdings erhobenen vornehmen Ton in der Philosophie)

Texto publicado no Volume VIII (AA 8: 389-406). Traduzido no Brasil por coordenação de Valério Rohden.
- Ausgleichung eines auf Mißverstand beruhenden mathematischen Streits

Publicado no Volume VIII (AA 8: 409-10).
- Anúncio do término próximo de um tratado para a paz perpétua na filosofia (Verkündigung des nahen Abschlusses eines Traktats zum ewigen Frieden in der Philosophie)

Escrito publicado no volume VIII da Academia (AA 8:413-22). Uma tradução  para o português, sob coordenação de Valério Rohden, foi publicada na revista Ethic@ - Revista Internacional de Filosofia Moral, vol. 5, n°2, 2006

### 1797
- Metafísica dos costumes (Die Metaphysik der Sitten in zwei Teilen)

Obra publicada no Volume VI da Academia (AA 6: 205-355, 373-493). Traduzida no Brasil por Clélia Aparecida Martins (Vozes). As duas partes da obra foram publicadas separadamente em 1797, a parte 1, Princípios metafísicos da doutrina do direito, foi traduzida no Brasil por Joãozinho Beckenkamp (Martins Fontes) e em Portugal por Artur Morão (Edições 70).
- Sobre um suposto direito de mentir por amor à humanidade (Über ein vermeintes Recht, aus Menschenliebe zu lügen)

Escrito publicado no Volume VIII da Academia (AA 8:425-30). Traduzido no Brasil por Floriano de Sousa Fernandes (Vozes).

### 1798
- O conflito das faculdades (Der Streit der Facultäten, in drey Abschnitten)

Texto publicado no Volume VII da Academia (AA 7: 5-116). Traduzido para o português no Brasil por Andre Rodrigues Ferreira Perez (Vozes).
- Antropologia de um ponto de visto pragmático (Anthropologie in pragmatischer Hinsicht abgefaßt)

Texto publicado no Volume VII da Academia (AA 7: 119-333). Traduzido no Brasil por  Clélia Aparecida Martins (Iluminuras).

### 1799
- Declaração  sobre  a  doutrina  da  ciência  de  Fichte (Erklärung in Beziehung auf Fichte’s Wissenschaftslehre)

Texto publicado no Volume XII da Academia (AA 12:370-71). Traduzido no Brasil por Licht dos Santos (Cadernos de Filosofia Alemã).

### 1802
- Geografia física (Immanuel Kants physische Geographie)

Publicado no Volume IX da Academia (AA 9: 151-436).

## Lições
- Lições de lógica

- Lições de ética  No Brasil foi publicado em uma tradução por Bruno Cunha e Charles Feldhaus (Unesp)

- Lições sobre a doutrina filosófica da religião

Manuscrito estudantil. No Brasil foi publicado em uma tradução por Bruno Cunha (Vozes).
- Lições de metafísica (Vorslesugen über die Metaphysik)

Anotações de alunos das aulas de Kant, publicadas nos Volumes XXVIII e XXIX da edição da Academia. No Brasil foi publicada uma tradução por Bruno Cunha (Vozes), dos manuscritos de Pölitz da década de 1770.
- Direito Natural Feyerabend  (Curso de Direito Natural (1784),  segundo as anotações do aluno Gottfried Feyerabend)

Texto publicado no Volume XXVII da Academia. Traduzido no Brasil por Fernando Costa Mattos (Cadernos de Filosofia Alemã)

## Reflexões
São poucas as traduções para o português das chamadas Reflexões (Reflexionen) de Kant, algumas foram traduzidas em edições da revista Cadernos de Filosofia Alemã e em outros lugares:
- "Dedução dos Conhecimentos puros a priori (Reflexão 5923), de Kant" na edição n° 8 de 2002[31].
- "Reflexões" na edição n. 14 de 2009[32].
- "Reflexões sobre a filosofia moral da década de 1770, de Immanuel Kant" na edição n. 19 de 2012[33].

Também na revista Studia Kantiana e em outros:
- "Reflexões sobre o otimismo" (Reflexões 3703-3704-3705), Studia Kantiana 18:206-226 (2015)  traduzido por Bruno Cunha[34].
- "Reflexões de Filosofia Moral" (seleção de notas),Estudos kantianos 7 (1):81-102 (2019), traduzido por Bruno Cunha.
- "Anotações nas Observações do Sentimento do Belo e do Sublime" (seleção de notas), Kant e Prints 11 (2):51-79 (2016), traduzido por Bruno Cunha.

## Cartas
Existem poucas traduções das cartas de Kant para o português. No Brasil foram publicadas algumas traduções:
- Cartas 109, 122 e 136 (sobre educação e ensino), tradução de Edmilson Menezes das cartas 109, 122 e 136 (sobre educação e ensino), pela revista Cadernos de Filosofia Alemã[35].

## Volumes da Academia
No quadro a seguir é indicado em qual volume da Academia (AA) cada obra é encontrada.
| Ano    | Vol.   | Págs.   | Título traduzido                                                                       | Título Original                                            | Volume da Cambridge               | Edições em Português |
| ------ | ------ | ------- | -------------------------------------------------------------------------------------- | ---------------------------------------------------------- | --------------------------------- | --- |
| 1747   | I      | 3-181   | Pensamentos sobre o verdadeiro valor das forças vivas...                               | Gedanken von der wahren Schätzung der lebendigen Kräfte... | Natural Science                   | |
|        | I      | 185-191 | Rotação da Terra                                                                       |                                                            | Natural Science                   | |
|        | I      | 195-213 | Idade da Terra                                                                         |                                                            | Natural Science                   | |
|        | I      | 217-368 | História geral da Natureza ou teoria do céu                                            |                                                            | Natural Science                   | |
|        | I      | 371-384 | Sobre o fogo...                                                                        |                                                            | Natural Science                   | |
|        | I      | 387-416 | Nova elucidação...                                                                     |                                                            | Theoretical Philosophy, 1755-1770 | |
|        | I      | 419-27  | Sobre as causas dos terremotos...                                                      |                                                            |                                   | |
|        | I      | 431-61  | História e descrição natural das ocorrências mais notáveis do terremoto...             |                                                            |                                   | |
|        | I      | 465-72  | Observações contínuas das convulsões terrestres que foram percebidas por algum tempo   |                                                            |                                   | |
|        | I      | 475-87  | Monadologia Física                                                                     |                                                            |                                   | |
|        | I      | 491-503 | Teoria dos ventos                                                                      |                                                            |                                   | |
|        | II     | 3-12    | Vento oeste                                                                            |                                                            |                                   | |
|        | II     | 15-25   | Movimento e repouso                                                                    |                                                            |                                   | |
|        | II     | 29-35   | Meditações sobre o Optimismo                                                           |                                                            |                                   | |
|        | II     | 39-44   | Funk                                                                                   |                                                            |                                   | |
|        | II     | 47-61   | A falsa sutileza das quatro figuras silogísticas                                       |                                                            |                                   | Escritos pré-críticos (2005) |
|        | II     | 65-163  | O único argumento possível                                                             |                                                            |                                   | |
|        | II     | 167-204 | Ensaio para introduzir a noção de grandezas negativas em filosofia                     |                                                            |                                   | Escritos pré-críticos (2005) |
|        | II     | 207-256 | Observações Sobre o Sentimento do Belo e do Sublime                                    |                                                            |                                   | Papirus; Edições 70 |
|        | II     | 259-271 | Ensaio sobre as doenças mentais/Ensaio sobre as doenças da cabeça                      |                                                            |                                   | Papirus; Edições 70; Revista Filosófica de Coimbra |
|        | II     | 275-301 | Investigação sobre a evidência dos princípios da teologia natural e da moral           |                                                            |                                   | Escritos pré-críticos (2005) |
|        | II     | 305-313 | Anúncio                                                                                |                                                            |                                   | |
|        | II     | 317-373 | Sonhos de um visionário explicados por sonhos da metafísica                            |                                                            |                                   | Escritos pré-críticos (2005) |
|        |        |         | Sobre o primeiro fundamento da distinção de direções no espaço                         |                                                            |                                   | Cadernos de Filosofia Alemã (n. 2, 1997) |
|        | II     |         | Dissertação sobre a forma e os princípios do mundo sensível e inteligível              |                                                            |                                   | Escritos pré-críticos (2005) |
|        |        | 489     | Komarnicki                                                                             |                                                            |                                   | |
|        |        |         |                                                                                        |                                                            |                                   | |
|        |        |         |                                                                                        |                                                            |                                   | |
|        |        |         |                                                                                        |                                                            |                                   | |
|        | III    |         | Crítica da Razão Pura (Segunda edição)                                                 |                                                            |                                   | Fundação Calouste Gulbenkian; Os Pensadores; Vozes; |
|        | IV     |         | Prolegômenos a qualquer metafísica futura que possa apresentar-se como Ciência         |                                                            | Theoretical Philosophy after 1781 | Edições 70; Estação Liberdade |
|        |        |         | Resposta à pergunta: o que é esclarecimento?                                           |                                                            |                                   | LusoSofia:press; Textos Seletos (Vozes) |
|        |        |         | Ideia de uma História Universal de um Ponto de Vista Cosmopolita (pt)                  |                                                            |                                   | |
|        |        |         | Ideia de uma História Universal de um Ponto de Vista Cosmopolita                       |                                                            |                                   | |
|        | IV     | 387-463 | Fundamentação da Metafísica dos Costumes                                               |                                                            |                                   | Barcarolla; Edições 70 |
|        | IV     | 467-565 | Primeiros Princípios Metafísicos da Ciência da Natureza                                |                                                            | Theoretical Philosophy after 1781 | Edições 70 |
|        |        |         | O que significa orientar-se no pensamento                                              |                                                            |                                   | LusoSofia:press; Textos Seletos (Vozes) |
|        |        |         | Crítica da razão prática                                                               |                                                            |                                   | Vozes |
|        |        |         | Crítica da faculdade de julgar                                                         |                                                            |                                   | Vozes |
|        |        |         | A Religião dentro dos limites da mera razão                                            |                                                            |                                   | |
|        |        |         |                                                                                        |                                                            |                                   | |
|        |        |         | Sobre a expressão corrente: Isto pode ser correcto na teoria, mas nada vale na prática |                                                            |                                   | |
|        |        |         | O fim de todas as coisas                                                               |                                                            |                                   | LusoSofia:press; Textos Seletos (Vozes) |
|        | VII    | 5-116   | O conflito das faculdades                                                              |                                                            |                                   | |
|        | VII    | 119-333 | Antropologia do ponto de vista pragmático                                              |                                                            |                                   | Iluminuras |
|        | VIII   | 187-251 | Nova Crítica da razão pura                                                             |                                                            | Theoretical Philosophy after 1781 | |
|        | VIII   |         |                                                                                        |                                                            |                                   | |
|        | VIII   | 317-324 | Influência da lua                                                                      |                                                            | Natural Science                   | |
|        | VIII   |         |                                                                                        |                                                            |                                   | |
|        | VIII   | 343-386 | A Paz Perpétua                                                                         |                                                            |                                   | |
|        | VIII   | 389-406 | Sobre um recentemente enaltecido tom de distinção na Filosofia                         |                                                            | Theoretical Philosophy after 1781 | Studia Kantiana |
|        | VIII   | 413-422 | Anúncio do término próximo de um tratado para a paz perpétua na filosofia              |                                                            | Theoretical Philosophy after 1781 | Ethic@ |
|        | VIII   | 425-430 | Sobre um suposto direito de mentir por amor à humanidade                               |                                                            |                                   | Textos Seletos (Vozes) |
|        |        |         |                                                                                        |                                                            |                                   | |
|        |        |         |                                                                                        |                                                            |                                   | |
|        |        |         |                                                                                        |                                                            |                                   | |
|        |        |         |                                                                                        |                                                            |                                   | |
|        |        |         |                                                                                        |                                                            |                                   | |
|        | IX     | 151-436 | Geografia física                                                                       |                                                            | Natural Science                   | |
|        | X      |         | Correspondência                                                                        |                                                            |                                   | |
|        | XI     |         | Correspondência                                                                        |                                                            |                                   | |
| vários | XII    |         | Correspondência + variados                                                             |                                                            |                                   | - (12: 207-208) Carta de Kant a Iohann Heinrich Tiefrunk; trad.: Márcio Tadeu Girotti (Stud. Kantiana) - (12: 370-371) Declaração sobre a doutrina da ciência de Fichte (Cadernos de Filosofia Alemã) - (12: 256-258) Carta de Kant a Christian Garve, trad.: Márcio Tadeu Girotti (Stud. Kantiana) |
|        | XIII   |         | Correspondência                                                                        |                                                            |                                   | |
|        | XIV    |         | Nachlaß: Ciência natural                                                               |                                                            |                                   | |
|        | XV     |         | Nachlaß: Antropologia                                                                  |                                                            |                                   | |
|        | XVI    |         | Nachlaß: Lógica                                                                        |                                                            |                                   | |
|        | XVII   |         | Nachlaß: Metafísica                                                                    |                                                            |                                   | (17: 643-672) O Legado de Duisburg, trad.: Joãsinho Beckenkamp (Analytica) |
|        | XVIII  |         | Nachlaß: Metafísica                                                                    |                                                            |                                   | |
|        | XIX    |         | Nachlaß: Moral, direito e religião                                                     |                                                            |                                   | |
|        | XX     |         | Rascunhos e revisões                                                                   |                                                            | Theoretical Philosophy after 1781 | (20: 257-332) Os Progressos da Metafísica (Edições 70) |
|        | XXI    |         | Opus postumum                                                                          |                                                            |                                   | |
|        | XXII   |         | Opus postumum                                                                          |                                                            |                                   | |
|        | XXIII  |         | Rascunhos e revisões                                                                   |                                                            |                                   | |
|        | XXIV   | 1-1103  | Lições de lógica                                                                       |                                                            |                                   | |
|        | XXV    | 1-1691  | Lições de antropologia                                                                 |                                                            |                                   | |
|        | XXVI   | 1-1266  | Lições de geografia física                                                             |                                                            |                                   | |
|        | XXVII  | 1-1581  | Lições de filosofia moral                                                              |                                                            |                                   | - Traduzido por Bruno Cunha (Vozes) - (27: 1319-94) Direito Natural Feyerabend, trad.: Fernando Costa Mattos (Cadernos de Filosofia Alemã) |
|        | XXVIII | 1-1529  | Lições de metafísica                                                                   |                                                            |                                   | Traduzido por Bruno Cunha (Vozes, 2022) |